# 常胜军
常胜军，初名洋槍隊，指中国清朝對抗太平天国后期，清官、商出资与英、美等外國军官，中國、歐美、南洋等士兵组成的傭兵，歷任隊長為華爾、白聚文、查爾斯·戈登。李鸿章曾與这一武装攻占嘉定、青浦、昆山、吴江、姑苏、常州、溧阳、吴兴等地，戰功彪炳，1864年5月，常勝軍與淮軍取下常州，有直指南京的態勢，常勝軍的聲望也達到最高峰，而後解散。

## 簡介
太平天国在兩廣、湖廣等省连战皆捷，並于1853年佔領金陵（今日江蘇南京），改稱天京並定都於此。1860年6月2日，即太平軍「忠王」李秀成佔領姑蘇當天，清朝苏松太道道尹吴熙出面，上海富商楊坊出資，美國人華爾募集100餘人，成立洋槍隊，自任隊長。以美國人白聚文、法爾思德為副隊長，驻松江广富林。初為太平軍陸順德擊敗；洋槍隊於7月15日袭取松江，建立总部。同時300名洋槍隊配合清军参将李恆嵩部隊向青浦發起進攻，但在8月2日被忠王李秀成所部擊敗於青浦城下。洋槍隊死傷三分之一，華爾身受5傷。白聚文與法爾思德再募98名士兵補充，於8月9日與李恆嵩合隊再攻青浦，又敗，此役洋槍隊損失約100人，李恆嵩幾乎被俘，退回松江城，太平軍繳獲大量槍砲。8月12日，太平軍攻克松江。
1862年英將士迪佛立率军抵达，配合華爾和另一支小型法軍抵抗太平軍势力，1862年底夺回原本被太平軍佔領的嘉定、青浦等地，同年也改名為常勝軍，聘用法國軍官勒伯勒東（Albert-Édouard Le Brethon de Caligny）為教官。華爾曾因乏餉，縱兵劫掠店舖、官署，搶得銀洋七千，黃金百兩。9月華爾在慈溪与太平军作战阵亡后，由法裔美籍的白聚文接任為第二任首領，白聚文向華爾的岳父楊坊，劫掠了四萬餘銀元，江蘇巡撫李鴻章將白撤職，在士迪佛立建議下，改聘英軍工兵军官查爾斯·戈登為首領，以白人、華人及呂宋傭兵組成部隊，以镇压太平天国。
1863年戈登在松江接任指揮，与華爾不同的是，戈登严禁常勝軍士兵劫掠，軍紀嚴明。戈登重整軍隊並支援常熟成功，很快得到士兵們的尊敬。李鸿章的淮军与常胜军队密切配合，在战场上频频得手。被解雇的白聚文憤而改投太平軍，但不久就不敵戈登，於是投降，最後白聚文被驅逐出境。
戈登攻擊姑蘇，得知太平軍守将纳王郜永宽等与主帅谭绍光不和，有投降之意，便与李鸿章商量诱降郜永宽，李鴻章命程學啟與郜永宽在陽澄湖定下降約，由戈登居中做保人。郜永宽發動兵變，刺殺譚紹光，並提着譚紹光首级投降李鸿章。十月二十六日（1863年12月5日），郜永宽、伍贵文、汪安均等八名太平军降将到淮军营中见李鸿章，程学启率百余人突入午宴，将八名降将斬首，大喊：“八人反侧，已伏诛矣！”戈登對殺降一事不滿，痛罵程學啟不講道義，与之断交，又提着火枪要找李鸿章算帐，逼得李鸿章四处躲藏。由於找不到李鸿章，戈登發出了最後通牒，要求李鸿章下台，否则他就率“常胜军”进攻淮军。后他率军返回昆山，同時要求英國駐華公使卜魯斯（Frederick Bruce），希望英國政府能夠協助，迫使李鴻章辭官。李鸿章在给朝廷的《骈诛八降酋片》中说：“惟洋人性情反覆，罔知事体，如臣构昧，恐难驾驭合宜。设英公使与总理衙门过于争执，惟有请旨将臣严议治罪以折服其心。”曾国藩竟然称赞这种行径说：“此间近事，惟李少荃在苏州杀降王八人最快人意”，“殊为眼明手辣”。李鸿章急忙向英国人赫德（Robert Hart）和馬格里（Halliday MaCartney，郜永寬的女婿）求援，请他们代为调解；最後與戈登重修舊好。
常勝軍與淮軍聯攻金陵之前的最後一個堡壘常州，1864年太平軍守將陳坤書被俘，常勝軍達到光榮的巔峰，但基本上就沒甚麼作用了，李鴻章決定把常勝軍解散，於是向英國政府提出要求，英國於是將戈登外調，戈登要求中方給予退撫金，最後李鴻章以十八萬兩白銀將常勝軍解散，並請兩宮太后封戈登為提督，賞黃馬褂。

## 研究书目
- Holger Cahill. . Macaulay Company. 1930年.
- Caleb Carr. . Random House. 1992年. ISBN 978-0-679-41114-7.
- D. J. Macgowan. . 1877年  [2018-02-20]. OCLC 844837953. （原始内容存档于2021-04-09）.
- Richard Joseph Smith. . 費正清序. Kto Press. 1978年. ISBN 978-0-527-83950-5. 汝企和譯：《十九世紀中國的常勝軍》（北京：中國社會科學出版社，2003）。
- Jonathan D. Spence. . W.W. Norton. 1997年. ISBN 978-0-393-31556-1.
- Jonathan D. Spence. . Little, Brown. 1969年.
- Andrew Wilson. . William Blackwood and sons. 1868年.。New York : Cambridge University Press, 2010年重印，ISBN 9781108024075